# 로라 플레셀콜로비크
로라 플레셀콜로비크(프랑스어: Laura Flessel-Colovic, 1971년 11월 6일~)는 프랑스의 은퇴한 펜싱 선수로 주 종목은 에페이다. 올림픽에서 메달 5개를 획득하여 프랑스 역사상 가장 많은 올림픽 메달을 획득한 선수가 되었다. 2007년까지 르발루아 스포르팅 클뤼브 에스크림 소속으로 활동했으며, 이후 은퇴할때까지 라가르데르 파리 라싱 소속으로 활동했다.
자신의 5번째이자 마지막으로 출전하는 2012년 하계 올림픽의 개막식에서 프랑스 선수단의 기수로 입장하였다.

## 논란
2002년 도핑 테스트 도중 코라민 포도당 양성 반응을 일으키는 바람에 3개월간 대회 출전 금지 징계를 받았다. 프레셀은 프랑스 국가대표팀 의료진이 프랑스 약국에서 처방전 없이 쉽게 획득할 수 있는 약물을 제공했다고 반박했다.

## 개인사
남편인 드니 콜로비크 사이에서 딸 하나를 두었다.